# مارتن موران
مارتن موران (بالإنجليزية: Martin Moran)‏ (29 ديسمبر 1959، دنفر في الولايات المتحدة)؛ روائي أمريكي.

## روابط خارجية
- مارتن موران على موقع IMDb (الإنجليزية)
- مارتن موران على موقع قاعدة بيانات برودواي على الإنترنت (الإنجليزية)
- مارتن موران على موقع ديسكوغز (الإنجليزية)